# Марьяновка (Устиновская поселковая община)
Марья́новка (укр. Мар'янівка) — село в Устиновской поселковой общине Кропивницкого района Кировоградской области Украины.
До 2020 года входило в Устиновский район
Население по переписи 2001 года составляло 340 человек. Почтовый индекс — 28641. Телефонный код — 5239. Код КОАТУУ — 3525882302.